# 德利布拉托沙地特別自然保護區
德利布拉托沙地特別自然保護區（ 塞爾維亞語：/ Deliblatskapeščara ），是塞尔维亚伏伊伏丁那省的一个大型沙地，覆盖範圍约300 km2（120 sq mi）。它位于巴纳特南部，地處多瑙河和喀尔巴阡山脉西南坡之间。該沙地以科温市的德利布拉托村庄命名。它的主要地貌是椭圆形的丘陵，有草原平原和草原森林 。 